# Lill-Hammartjärnen
Lill-Hammartjärnen är en sjö i Sollefteå kommun i Ångermanland och ingår i Ångermanälvens huvudavrinningsområde.